# Instituto Tomie Ohtake
O Instituto Tomie Ohtake foi inaugurado em novembro de 2001. O edifício foi projetado pelo arquiteto e filho de Tomie, Ruy Ohtake, e o Instituto foi fundado por seu irmão, Ricardo Ohtake.
Como homenageia a artista que lhe dá o nome, o Instituto desenvolve exposições que focalizam os últimos 60 anos do cenário artístico, ou movimentos anteriores que levam a entender melhor o período em que Tomie vem atuando, organizando mostras inéditas no Brasil como Louise Bourgeois, Josef Albers, Yayoi Kusama, Salvador Dalí, Joan Miró, entre outras.
Além de um programa de exposições marcante na cena cultural brasileira e que se desdobra em outras atividades como debates, pesquisa, produção de conteúdo, documentação e edição de publicações, o Instituto Tomie Ohtake desenvolve, desde a sua fundação, ampla pesquisa no ensino da arte contemporânea. Por isso, foi pioneiro na criação de novos processos para a formação de professores e de alunos das redes pública e privada, além de realizar uma série de atividades dirigidas ao público em geral e projetos de estímulo ao desenvolvimento da produção contemporânea.

## Histórico
Em 2000, foi lançado o projeto do Instituto Tomie Ohtake na cidade de São Paulo e sua inauguração se deu no ano de 2001. Ele foi instalado em um complexo chamado Ohtake Cultural, o qual tem um centro de convenções, dois prédios de escritórios e um centro cultural unidos por um Grande Hall de serviços. Com a ajuda do Grupo Aché, foi possível construir o prédio, o qual foi projetado por Ruy Ohtake.
Tanto o projeto arquitetônico quanto o nome da instituição são uma homenagem a consagrada artista plástica Tomie Ohtake, a qual tem um enorme reconhecimento e importância na arte brasileira.

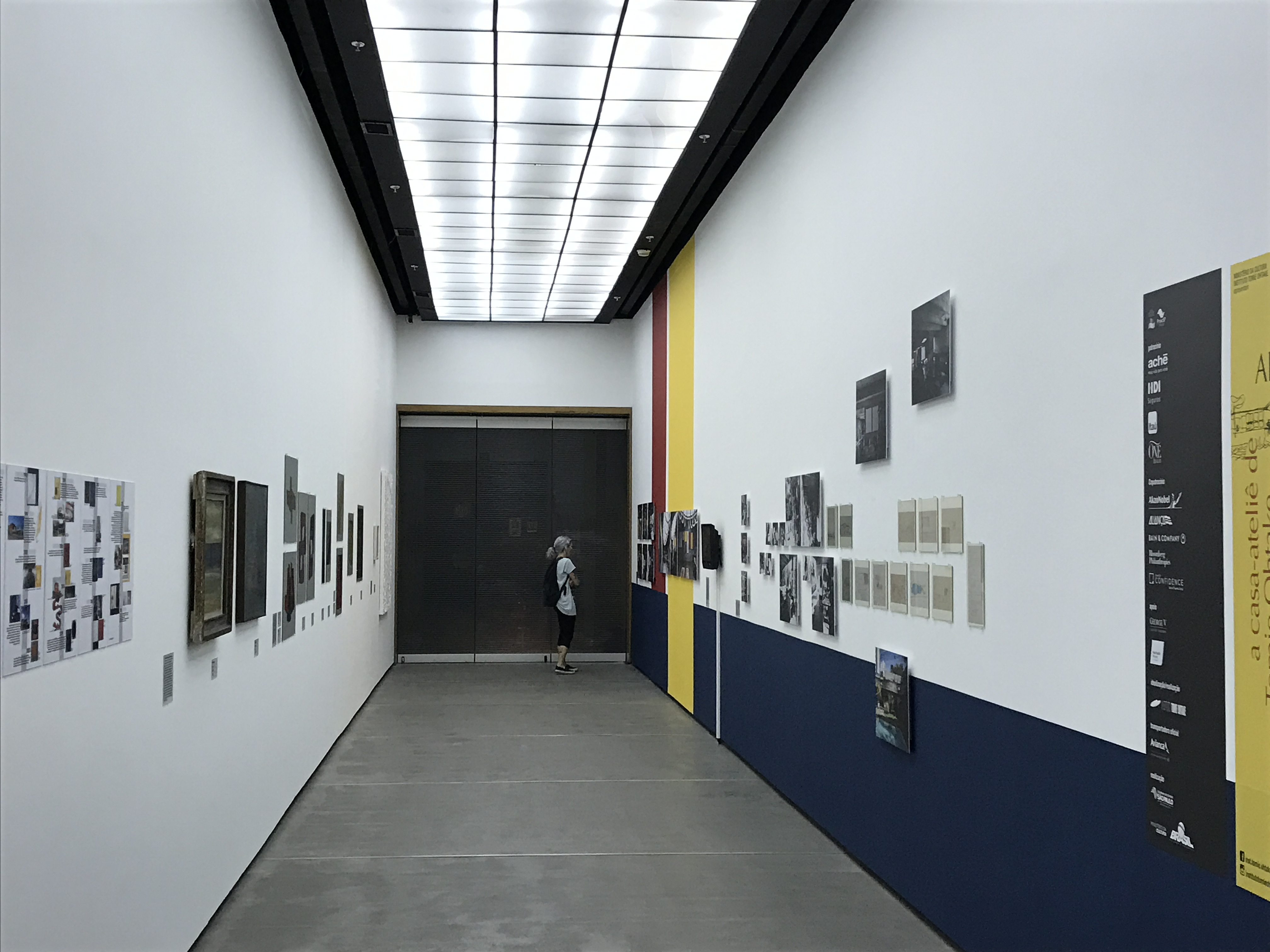
Casa Sala Aberta

Uma das ideias principais do projeto era reunir em um mesmo espaço uma gama de serviços (cultura, lazer e trabalho), de forma integrada, e propor a disseminação do conhecimento da arte a partir de tendência nacionais e internacionais, além de apresentar a arte dos últimos 50 anos, correspondentes ao tempo de atuação de Tomie.
Atualmente, o Instituto tem como diretor geral Ricardo Ohtake, filho de Tomie. Ele é formado em arquitetura e ainda, é designer gráfico. Também já foi curador de mostras em diferentes instituições, como: V Bienal Internacional de Arquitetura e Design de São Paulo em 2003.

## O instituto
O espaço apresentado se autodenomina Instituto, edifício de arte e não museu, pois não lugares provisórios de passagem e não de coleção. As próprias obras de arte definem a conformação do espaço expositivo. Além disso, ele se define como "Independente de esferas governamentais, ocupando um empreendimento do Laboratório Aché, cedido em comodato por 30 anos" e faz uso das leis de incentivo à cultura para bancarem seus projetos. 

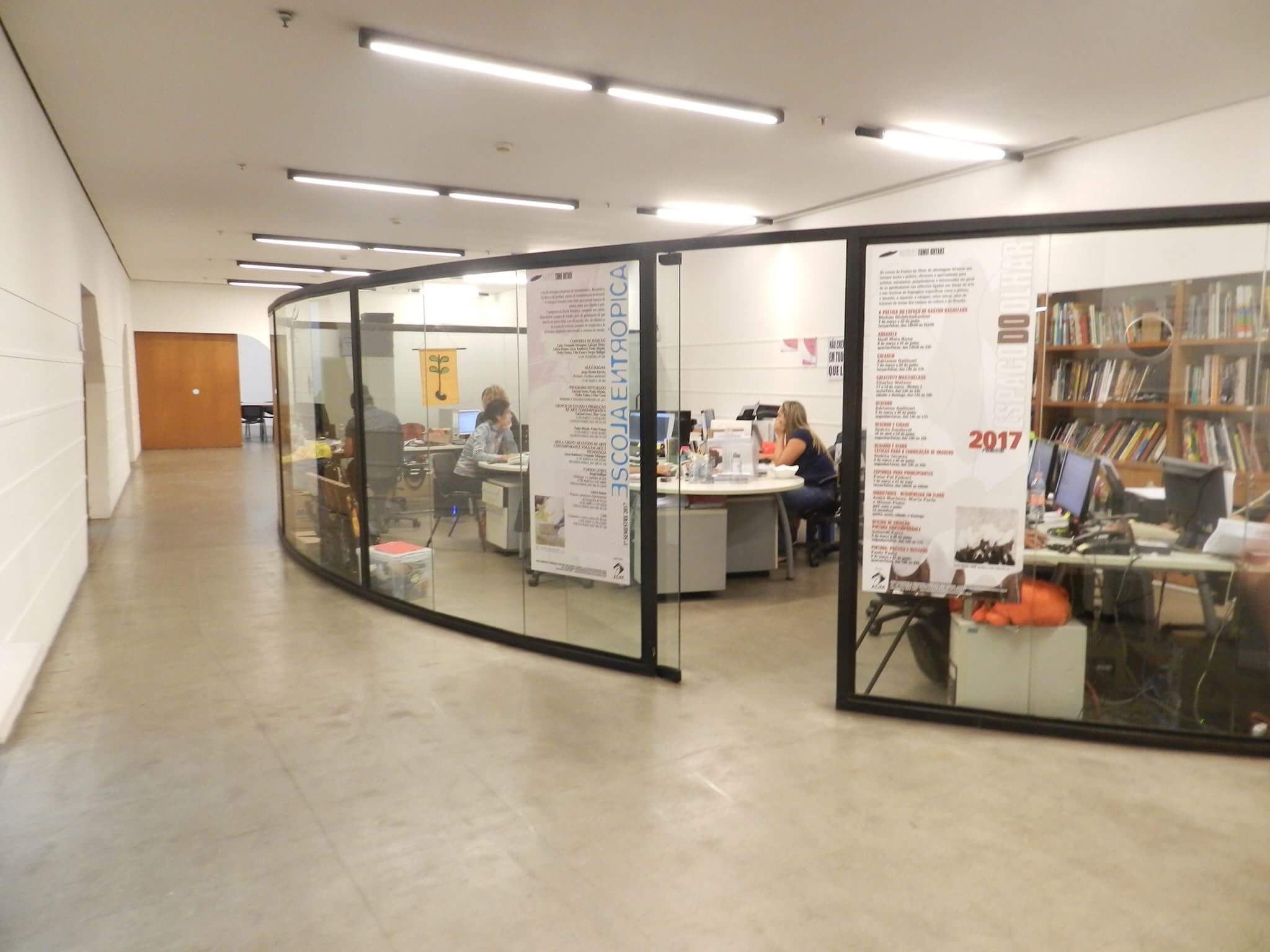
Núcleo de Cultura e Participação

### Educativo
O Instituto Tomie Ohtake tem como objetivo aproximar o público dos conceito de expressivos da contemporaneidade. Para isso, oferece diversos cursos e oficinas, além de visitas-guiadas e debates tornando a arte mais acessível, e criando receptores e criadores. Além da publicação editorial de materiais educativos voltados à professores, educadores e estudantes.

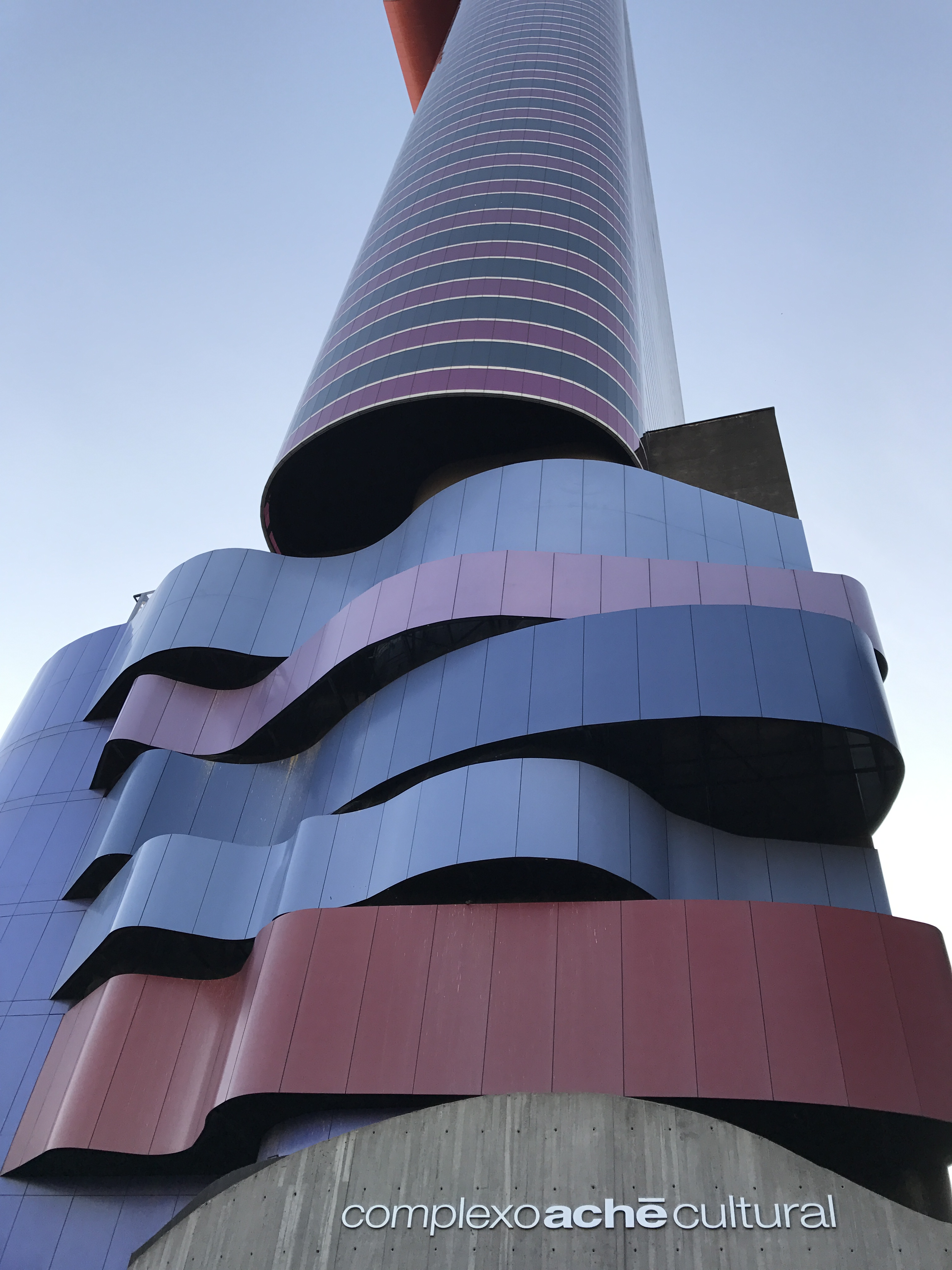
Complexo Aché Cultural

## Arquitetura
O projeto arquitetônico correspondente ao Ohtake Cultural, o qual o Instituto Tomie Ohtake está inserido, teve investimentos do grupo Aché e ganhou prêmio na IX Bienal de Arquitetura de Buenos Aires em 2001.
O espaço cultural seguiu as tendências dos projetos arquitetônicos do mundo a fora caracterizados por mesclar trabalho e lazer.

### Estrutura
A estrutura do instituto é composta por quatro salas de ateliê, sete salas de exposições, uma sala de seminários, uma de documentação, integradas por um Grande Hall com restaurante, uma livraria, um café e uma loja de objetos. Sua área é de 7.500 m², a qual integra todas as exposições, palestras, ateliês, entre outras acomodações.

### Prêmio de Arquitetura Instituto Tomie Ohtake AkzoNobel
Com o apoio da AkzoNobel, empresa do ramo da tinturaria, o Instituto Tomie Ohtake desenvolveu até 2022 um programa voltado à premiação de projetos de arquitetura. O intuito do trabalho é incentivar os campos da arquitetura, designer, artes plásticas e urbanismo, valorizando as formas inovadores de construir e pensar o espaço social.

## Exposições de destaque
O Instituto Tomie Ohtake não possui um acervo próprio, mas contou com diversas exposições importantes que marcaram sua história.
| Ano       | Exposição                                                                                 |
| --------- | ----------------------------------------------------------------------------------------- |
| 2003      | A Recente Trajetória da Arte Brasileira                                                   |
| 2003      | Tomie Ohtake na Trama Espiritual da Arte                                                  |
| 2003      | Vilanova Artigas                                                                          |
| 2005      | Kamekura: a Gráfica, o Japão, o Cartaz                                                    |
| 2005      | Arena Conta Arena                                                                         |
| 2006-2008 | Ação e Pensamento, 6 Exposições com trabalho de formação de professores e grupo de alunos |
| 2007      | Meio Século da Arte Brasileira                                                            |
| 2008      | Laços do Olhar, Roteiro entre o Brasil e o Japão                                          |
| 2008      | Sejima e Nishizawa, Saana                                                                 |
| 2011      | Pinturas Cegas, Tomie Ohtake                                                              |
| 2011-2013 | Anônimos e Artistas, do Artesanato Tipográfico ao Design Gráfico                          |
| 2012      | Teimosia da Imaginação, juntamente com Instituto do Imaginário do Povo Brasileiro         |
| 2012      | Um Olhar sobre o Brasil, a Fotografia na Construção da Imagem da Nação                    |
| 2012      | Thom Mayne                                                                                |
| 2013      | Gesto e Razão Geométrica, Tomie Ohtake                                                    |
| 2014      | Histórias Mestiças                                                                        |
| 2014      | Salvador Dali                                                                             |
| 2015      | Frida Kahlo - Conexões entre mulheres surrealistas no México                              |
| 2015      | Nós entre os Extremos, A Arte e Ciência                                                   |
| 2016      | Aprendendo com Dorival Caymmi: Cultura Praieira                                           |
| 2016      | Picasso: Mão Erudita, Olho Selvagem                                                       |
| 2016      | Os Muitos e o Um: Arte Contemporânea Brasileira na Coleção Adrea e José Olympio Pereira   |
| 2017      | Yoko Ono: O Céu Ainda é Azul, Você Sabe...                                                |
| 2018      | Histórias Afro-Atlânticas                                                                 |
| 2018      | AI-5 50 anos - Ainda Não Terminou de Acabar                                               |

## Galeria

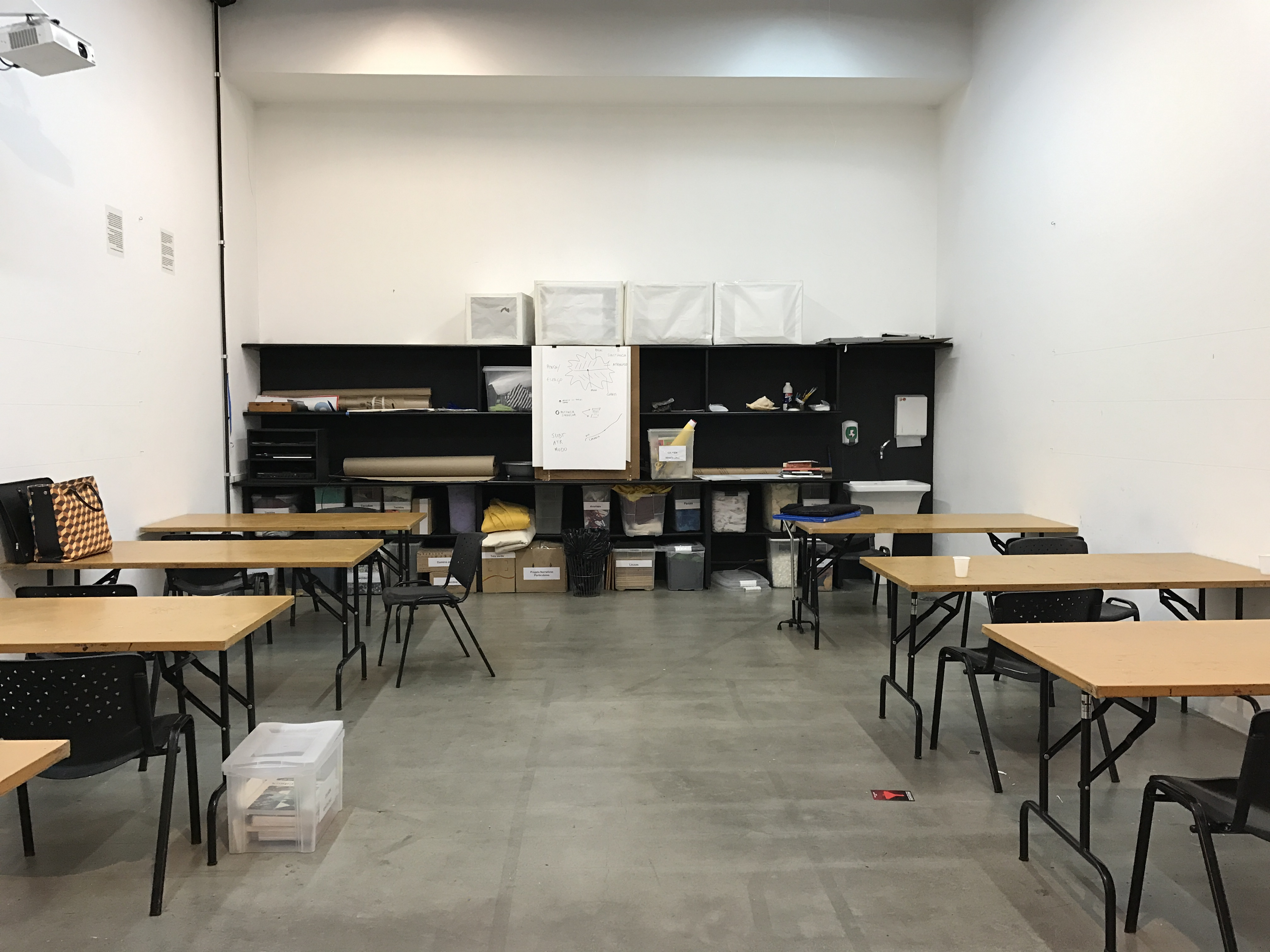
Ateliê de criação
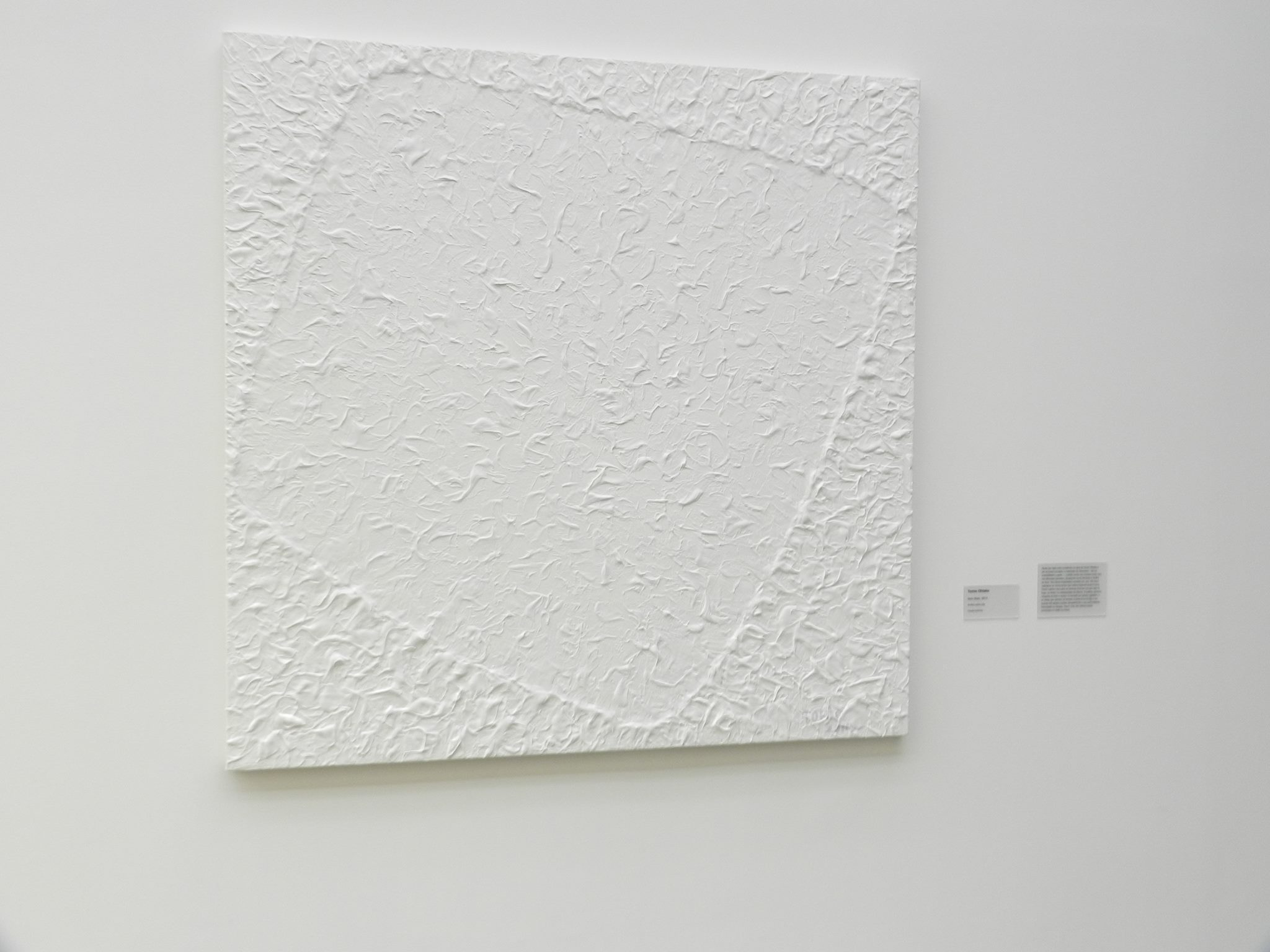
Obra mais recente da artista Tomie Ohtake
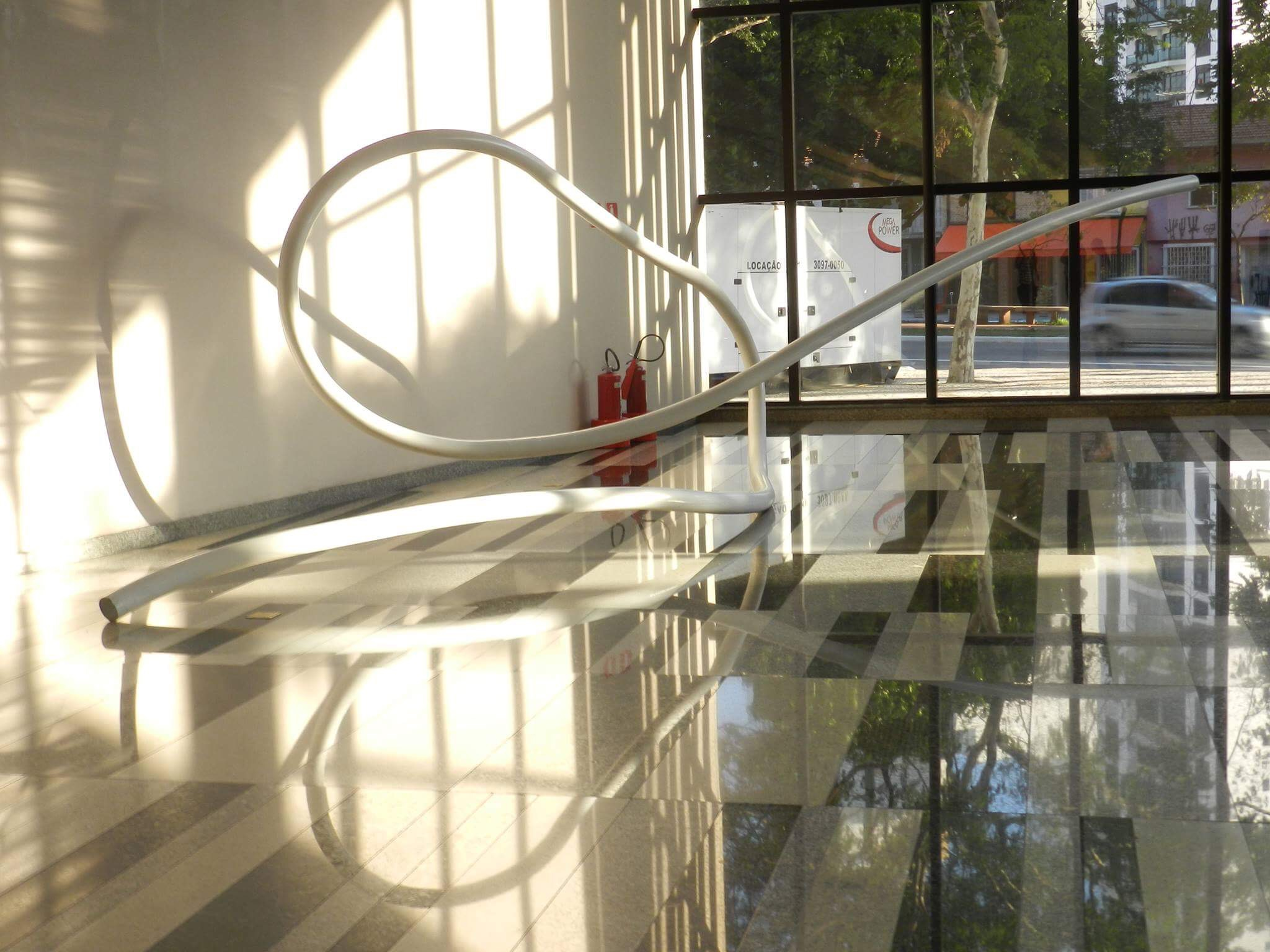
Obra do Complexo Aché Cultural
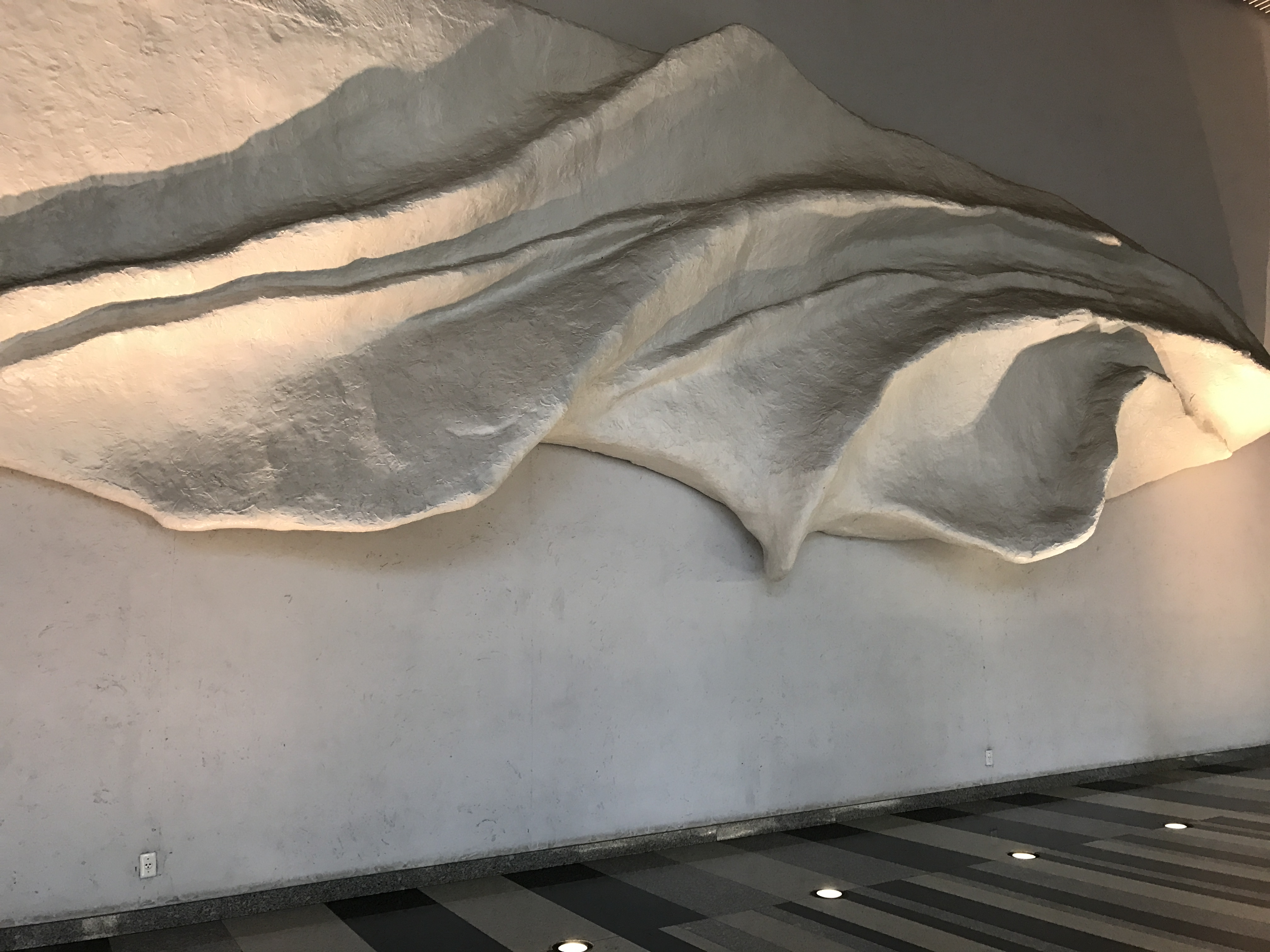
Obra do Complexo Aché Cultural
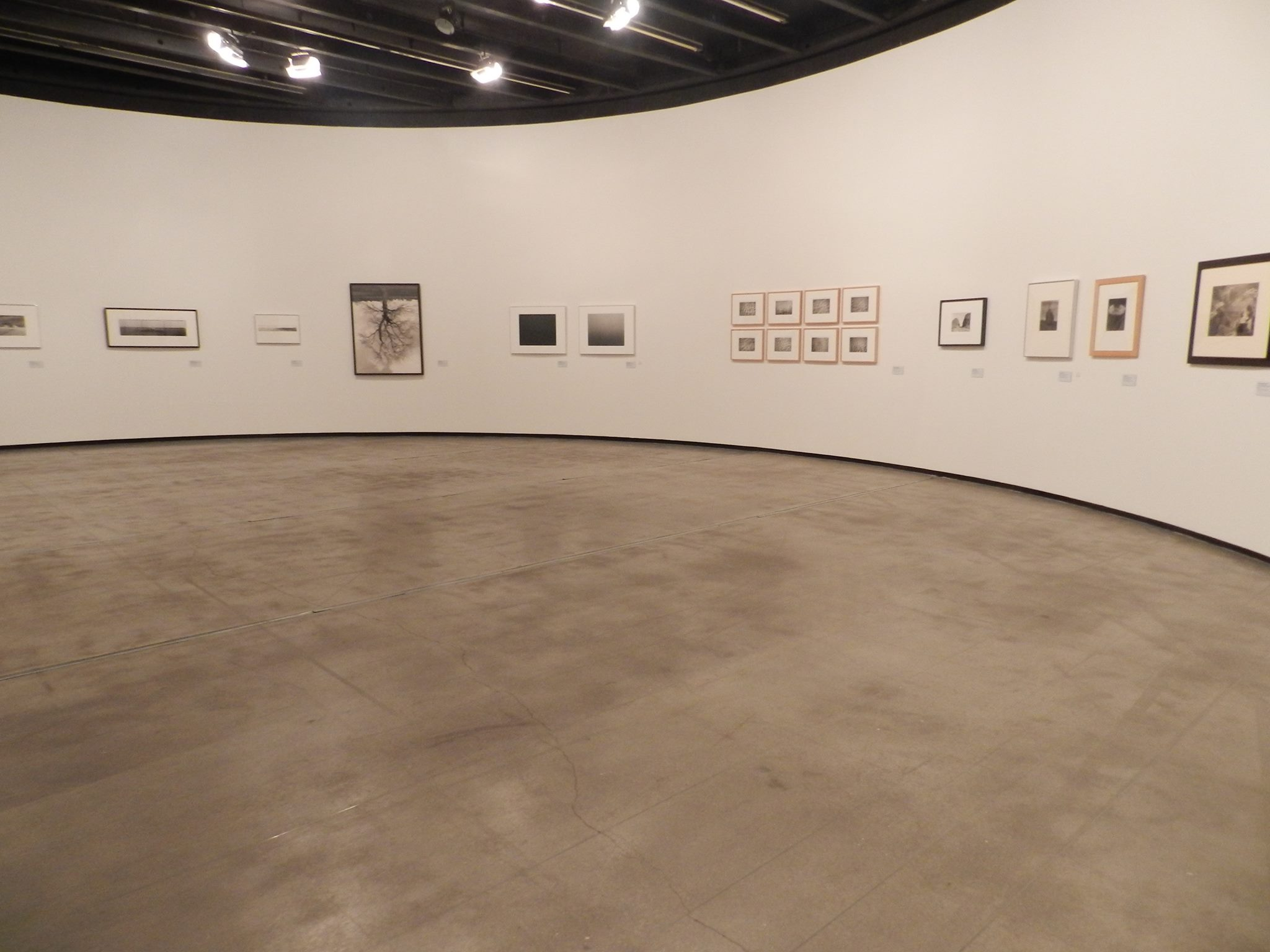
Uma das salas de exposição do Instituto Tomie Ohtake em formato da letra "P".
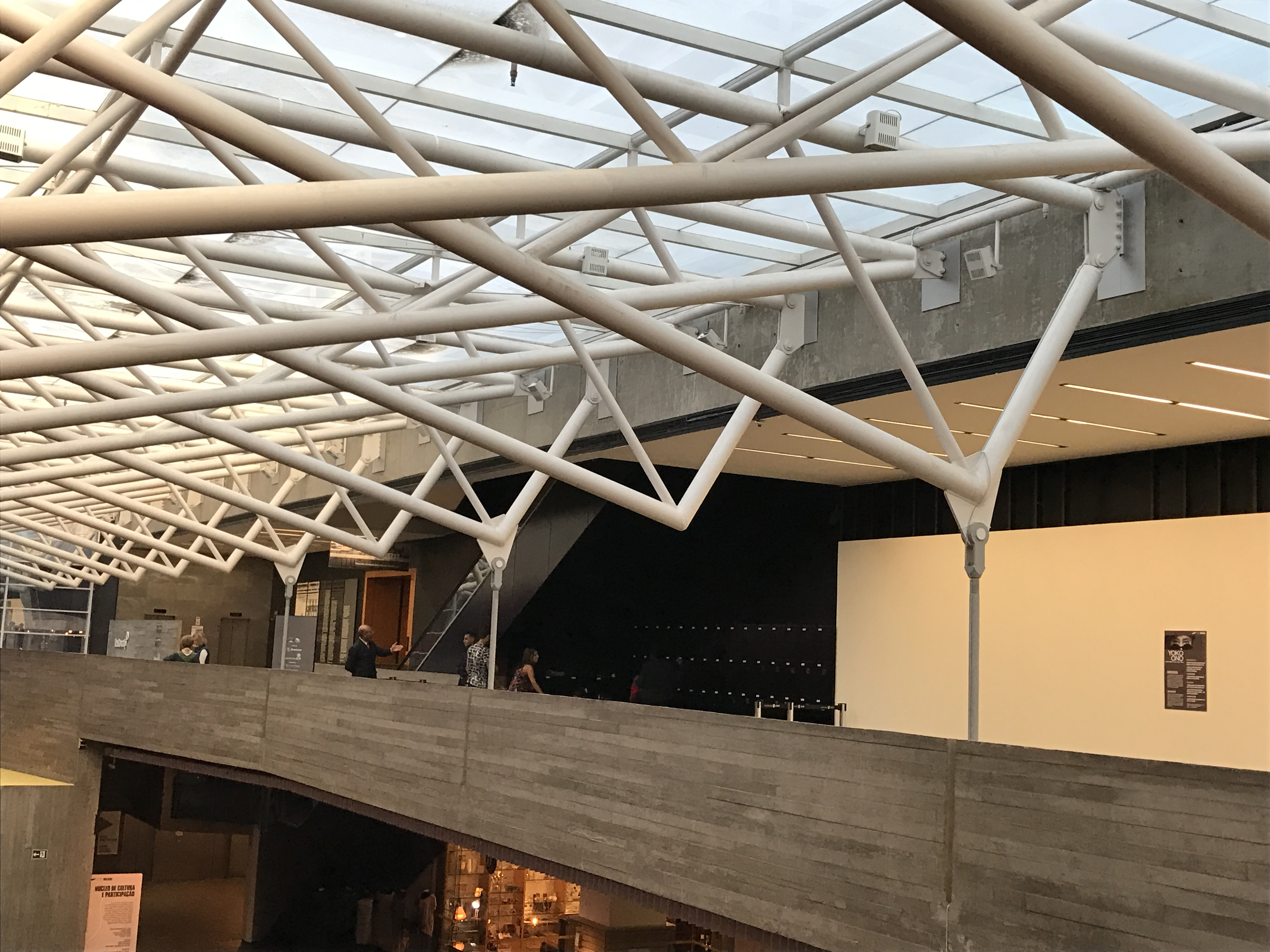
Segundo andar suspenso do Instituto Tomie Ohtake
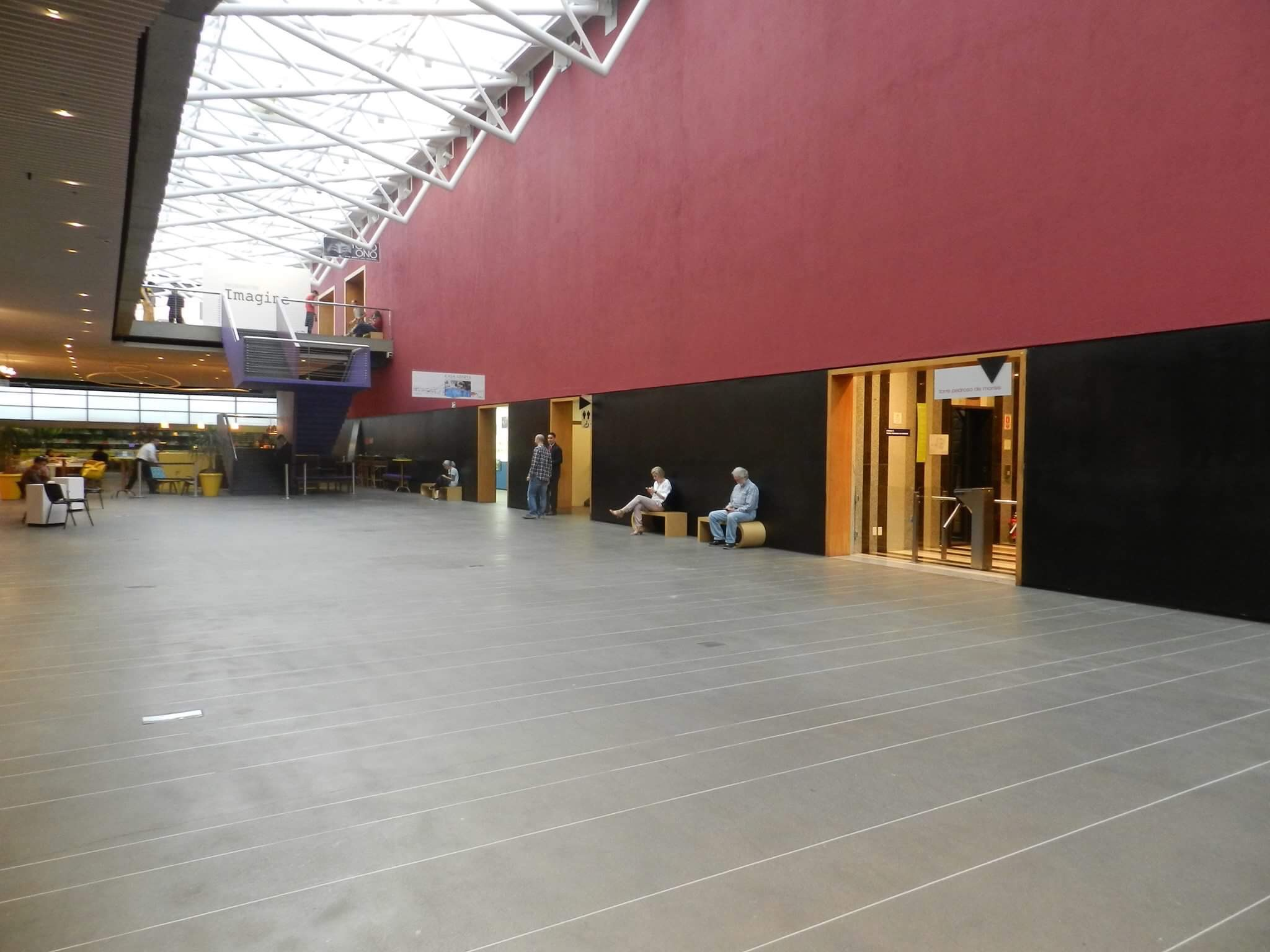
Espaço Instituto Tomie Ohtake
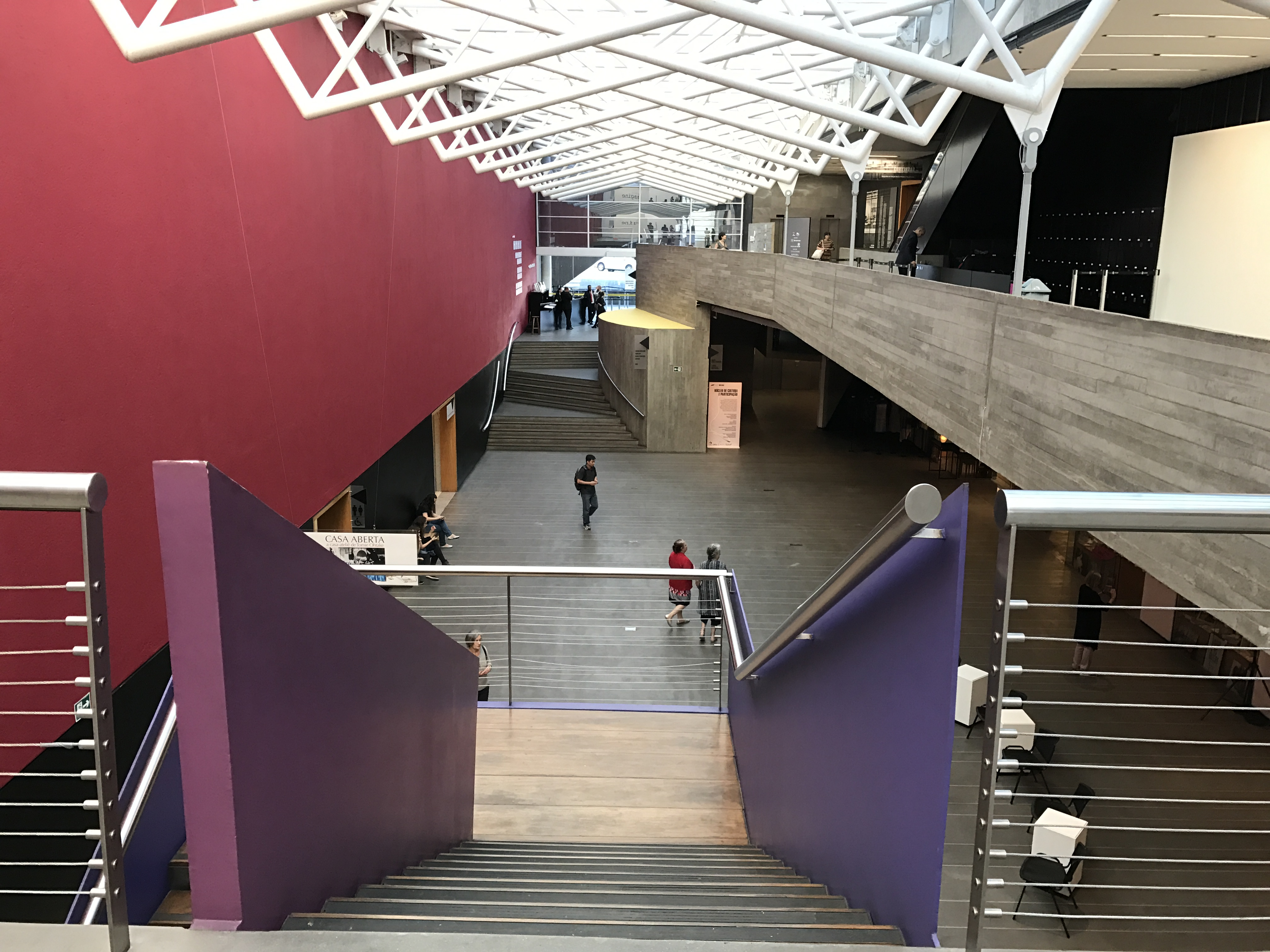
Espaço Instituto Tomie Ohtake
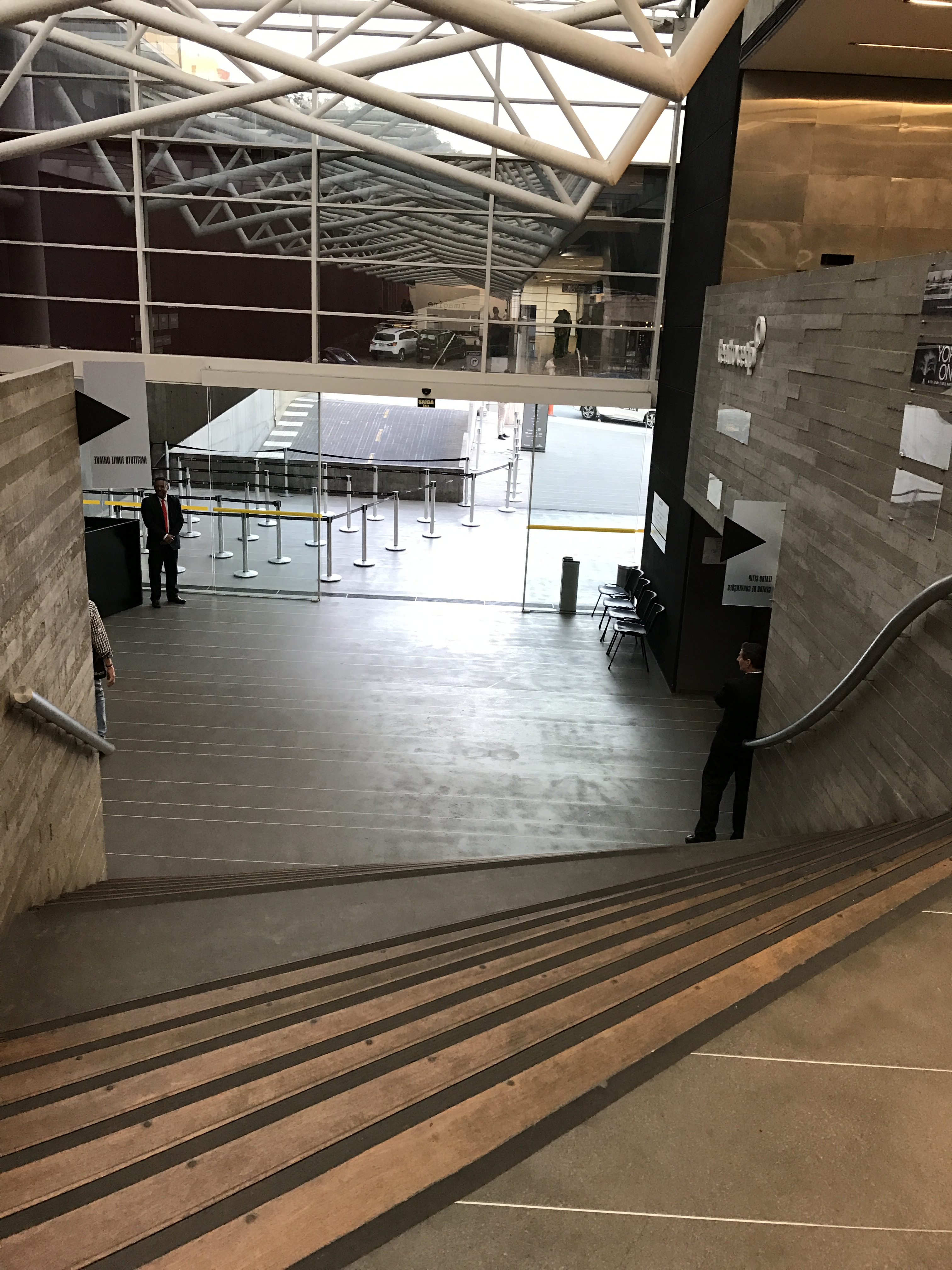
Saída do Instituto Tomie Ohtake